# 金塔尼利亚德翁索尼亚
金塔尼利亚德翁索尼亚，是西班牙卡斯蒂利亚-莱昂帕伦西亚省的一个市镇。 总面积51平方公里，总人口223人（2001年），人口密度4人/平方公里。